# Belagerung von Neapel (542–543)
Iberischer Krieg
Thannuris – Dara – Satala – Callinicum – Martyropolis
Vandalenkrieg
Ad Decimum – Tricamarum
Gotenkrieg
1. Neapel – 1. Rom – Verona – Faventia – Mucellium – 2. Neapel – 2. Rom – 3. Rom – Sena Gallica – Busta Gallorum – Mons Lactarius – Casilinus
Eroberung von Spania
Maurenkriege
Mammes und Bourgaon – Babosis und Zerboule – Cillium – Marta – Felder von Cato
Lasischer Krieg
1. Petra – 2. Petra – 3. Petra – 1. Archäopolis – Cotais – 2. Archäopolis – Telephis–Ollaria – Onoguris (3. Archäopolis) – Phasis – Tzacher
Die Belagerung von Neapel war eine Schlacht der Gotenkriege und endete im April 543 mit der Eroberung der Stadt durch den ostgotischen Feldherren Totila.

## Verlauf
Nach den für die Goten erfolgreichen Schlachten bei Faventia und Mucellium marschierte Totila Richtung Neapel und begann im Frühjahr 542 mit der Belagerung der befestigten Stadt. Die etwa eintausend Mann umfassende Garnison unter dem oströmischen Befehlshaber Conon ergab sich trotz großzügiger Kapitulationsbedingungen den Ostgoten nicht und wartete auf Verstärkungen aus Byzanz. Justinian hatte eine Flotte unter dem Oberbefehl des Magister militum Demetrius nach Italien geschickt, um den Vormarsch der Goten zu stoppen. Nachdem Demetrius auf Sizilien angelandet war, erfuhr er von der Hungersnot der eingeschlossenen Bevölkerung in Neapel und begann, eine große Flotte mit Lebensmitteln für den Entsatz der Stadt zusammenzustellen. Schließlich segelte er nach Rom, um Soldaten an Bord zu nehmen.
Totila wagte wegen der schieren Größe der oströmischen Flotte zunächst keinen Angriff; schließlich gelang es ihm, in Erfahrung zu bringen, dass die Flotte zu einem großen Teil aus Transportschiffen mit Nahrungsmitteln bestand. So griff er denn Demetrius nach dessen Rückkehr aus Rom in den Gewässern Neapels umgehend mit Entermannschaften besetzten, schnellen Booten an, konnte einen Großteil der feindlichen Schiffe erobern und den oströmischen Feldherrn zur Flucht zwingen.
Trotz dieser Niederlage wagte Demetrius mit weiteren Verstärkungen aus Byzanz einen erneuten Angriff von Sizilien auf die Belagerer der Stadt. Doch auch dieses Unternehmen schlug fehl. In einer nächtlichen Seeschlacht wurde die Flotte der Byzantiner fast vollständig aufgerieben, Demetrios gefangen genommen und als Geisel den belagerten Neapolitanern präsentiert. Diese mussten nun erkennen, dass der Entsatzversuch Justinians gescheitert war, und ergaben sich Totila. Der ostgotische König behandelte die Einwohner der Stadt sehr zuvorkommend, versorgte sie nach der langen Belagerung mit Lebensmitteln und ließ ihnen freies Geleit zusichern, schließlich aber auch die Mauern der Stadt schleifen.